# Ingegerd Harvard
Märta Ingegerd Harvard, född Ancker den 15 april 1936, är en svensk arkitekt, formgivare och konstnär. 
Ingegerd Harvard utbildades vid Arkitektskolan på KTH i Stockholm där hon tog examen 1961 samt gick påbyggnadslinje för arkitekter på Kungliga Konsthögskolan i Stockholm 1967.
Hon genomförde 1993 kvarteret Pulpeten och kvarteret Mårtensberg i Haninge kommun i samarbete med sin man Veikko Keränen. 
Hon har vidare skapat lekplatser för barn, bland annat i Vällingby, Nacka, parken Solvändan i Vasastan (1998), Tranebergs strand och på Stortorget i Gävle samt debatterat lekplatsers utformning i dagspress.
Harvard har också medverkat i ombyggnad och renovering av verksenhetsbyggnader som Wikmanshytte Bruk i Gamla Vikmanshyttan.
Hon arbetade med utredningar om lek och fritid vid Byggforskningsinstitutet på 1970-talet. Hennes arbete där framlade hon i rapporten ”Norrlidenförsöket: en stadsdels grönytor och de boendes medverkan i planeringen” (1974). Hon har också medverkat i rapporterna ”Barns utemiljö” (SOU 1970:1) och ”Planering för friluftsliv” (Statens Naturvårdsverk/Statens institut för byggnadsforskning T 7:1971) Rapporten ”Jämspelt i leken” presenterar idéer för tillgängliga lekmiljöer och redskap. Hon utarbetade även en idéskrift åt Sveriges kommuner och landsting, ”Mer åt fler på lekplatsen” (2006). Harvard har även genomfört en rad uppdrag åt Stockholms stad som syftar till att förbättra lekplatsers tillgänglighet. Hon har även varit anställd vid Naturvårdsverket. 
Hon var i sitt andra äktenskap gift med skulptören Veikko Keränen  med vilken hon samarbetade i flera projekt kring arkitektur, skulptur, lek och offentlig utsmyckning.